# Canal de Raikuu
Le canal de Raikuu (finnois : Raikuun kanava) est un canal sans écluse, situé à Kerimäki dans la ville de Savonlinna en Finlande,.

## Description
Le canal de Raiku est un canal à ciel ouvert situé dans le Saimaa, entre le lac Puruvesi et le lac Orivesi.
Le canal est creusé dans les années 1750. 
Le canal est approfondi en 1858 et a été principalement utilisé pour le flottage du bois. La zone du canal a été fortifiée pendant la première et la seconde Guerre mondiale. 
Le canal n'est accessible que par de très petits bateaux.
Le canal se compose de trois excavations successives qui, en plus du canal principal, sont appelées canaux de Nurmitaipale et de Pistala.
En passant par le canal, il est possible de contourner un territoire de plus de mille kilomètres carrés délimité par les étendues lacustres d'Enonvesi, de Pyyvesi, d'Haukivesi, de Pihlajavesi et de Puruvesi, où se trouvent les agglomérations de Kerimäki et Savonranta, ainsi que le centre municipal d'Enonkoski.
Le canal de Raikuu est classé parmi les sites culturels construits d'intérêt national en Finlande par la direction des musées de Finlande en 1993 et à nouveau en 2009.